# Evangelický kostel (Vanovice)
Evangelický kostel ve Vanovicích je kostelem sboru Českobratrské církve evangelické.
Dne 15. října 1782 byl ve Vanovicích předán tzv. toleranční kostel ke konání bohoslužeb. V roce 1826 bylo rozhodnuto o stavbě nového evangelického kostela, který byl dokončen v srpnu 1844. Dle tolerančního patentu však kostel nemohl vlastnit zvony, proto místní farář nechal u německé firmy vytvořit speciální zařízení, pera z lité oceli, která napodobují zvuk zvonů. Věže, které kostel postrádal, byly dostavěny roku 1863.
V roce 2010 byly opraveny hodiny na věži, které se zastavily na konci druhé světové války.